# Ruth Wedgwood
Pour les articles homonymes, voir Wedgwood.
Ruth Wedgwood est un avocat et professeur d'université Américain qui détient la chaire Edward B. Burling en droit international et diplomatie à l'École des hautes études internationales de l'Université Johns-Hopkins, à Washington, DC.

## Origines familiales
Ruth Wedgwood est la fille de l'avocat du travail Morris P. Glushien, ancien avocat général de l'International Ladies Garment Workers Union qui a servi comme cryptanalyste durant la Seconde Guerre mondiale, ainsi que de l'artiste Anne Sorelle Williams.
En 1982, elle épouse son camarade de classe à Harvard, l'immunologiste du National Institutes of Health Josiah F. Wedgwood, membre de la Famille Darwin-Wedgwood.

## Carrière actuelle
Elle possède une expertise dans les domaines du droit international, du droit pénal international, du droit des conflits armés et des droits de l'homme.
En 2002, Wedgwood est élue membre américain du Comité des droits de l'homme des Nations unies. Elle est actuellement membre du conseil d'administration de Freedom House, une ONG non partisane qui promeut les droits de l'homme et la démocratie dans le monde entier. Elle est la première femme clerc du juge fédéral à la Cour d'appel des États-Unis pour le deuxième circuit et a également servi comme clerc du juge Harry Blackmun à la Cour suprême des États-Unis . Wedgwood obtient son diplôme de premier cycle à Harvard, magna cum laude, et sa formation juridique à la Yale Law School, où elle est rédactrice en chef du Yale Law Journal. Elle est actuellement membre du Conseil international du Whitney R. Harris World Law Institute.